# كور (النوبة)
كانت كور مقر حصن مصري على طول نهر النيل، شمال الشلال الثاني في النوبة. تأسست حوالي عام 1850 قبل الميلاد في عهد الملك المصري سنوسرت الثالث خلال مرحلة التوسع المصري نحو النوبة التي ميزت الأسرة الثانية عشرة من المملكة المصرية الوسطى، تم التخلي عنها حوالي عام 1700 قبل الميلاد.
تم تشييد كور كجزء من نظام التحصينات التي تبدأ من بوهين، أقصى شمال النوبة، وتجري أسفل النهر إلى قلعة سمنة. بنيت بشكل مختلف عن القلاع الأخرى، وكان لها سطح أكبر ولكن مع موقع استراتيجي غير ملائم وجدران غير سميكة للغاية. كما كانت تحتوي أيضًا على عدد قليل من المساكن الداخلية، ولكن تم تحسينها، مما دفع عالم الآثار فيركوتير إلى استنتاج أنه كان الجزء الإداري لقلعة إيكن.
في الوقت الحالي، غمرت مياه بحيرة ناصر العديد من مواقع القلاع القديمة التي تشكلت بعد بناء السد العالي في النصف الثاني من القرن العشرين.